# Liste der Monuments historiques in Germéfontaine
Die Liste der Monuments historiques in Germéfontaine führt die Monuments historiques in der französischen Gemeinde Germéfontaine auf.

## Liste der Immobilien
| Bezeichnung | Beschreibung                                                        | Standort                    | Kennzeichnung | Schutzstatus | Datum | Bild           |
| ----------- | ------------------------------------------------------------------- | --------------------------- | ------------- | ------------ | ----- | -------------- |
| Wegekreuz   | Stein, 16. Jahrhundert; 1831 auf das Dach des Brunnenhauses gesetzt | Rue du Prince Albert (Lage) | PA00101765    | Classé       | 1992  | weitere Bilder |